# (163899) 2003 SD220
(163899) 2003 SD220 — астероид из группы атонов, сближающийся с Землёй и Венерой.
Астероид был обнаружен 29 сентября 2003 года в рамках проекта LONEOS (Поиск околоземных объектов в Обсерватории Лоуэлла) на станции слежения Андерсон Меса (код-688, штат Аризона, США). В период с 15 по 19 декабря 2018 года были получены радиолокационные изображения астероида с помощью 70-метровой антенны НАСА в комплексе Голдстоун в Калифорнии, 100-метрового телескопа Грин-Бэнк, 305-метровой антенны обсерватории Аресибо в Пуэрто-Рико. Утром 22 декабря 2018 года он пролетел на минимальном за все время наблюдений расстоянии от Земли — 2,9 млн км. Период вращения астероида вокруг оси составляет почти 12 земных суток.

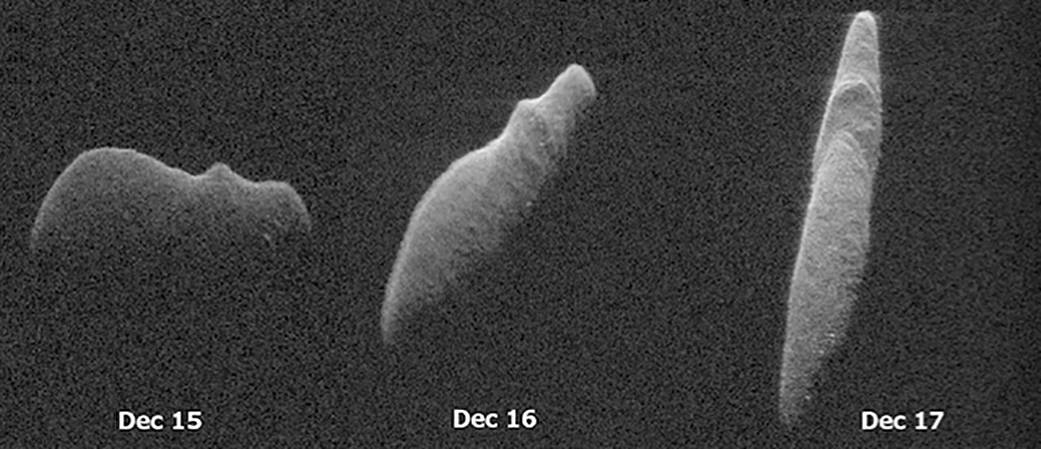
Астероид 2003 SD220 на радиолокационных изображениях, полученных 15—17 декабря 2018 года

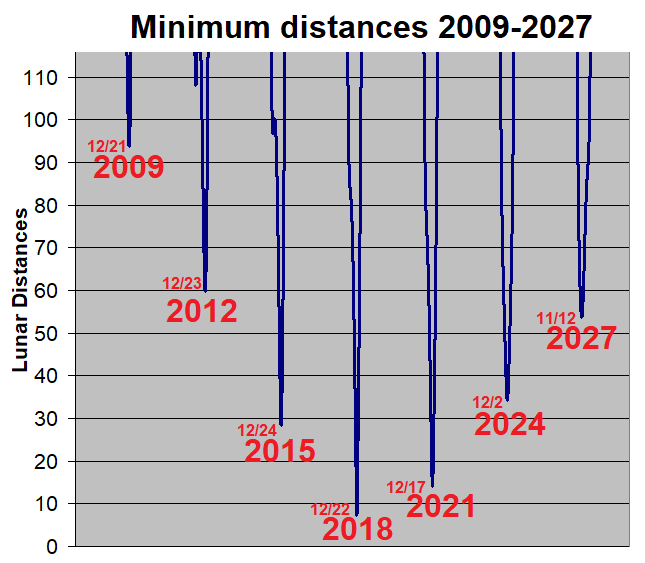
Минимальные расстояния с 2009 по 2027 год

## Сближения
| дата             | а. е.    | расстояний до Луны | небесное тело |
| ---------------- | -------- | ------------------ | ------------- |
| 22.12.1917 15:38 | 0,023290 | 9,07               | Земля         |
| 16.12.1920 13:38 | 0,043965 | 17,1               | Земля         |
| 22.12.1966 10:08 | 0,020624 | 8,03               | Земля         |
| 17.12.1969 3:24  | 0,040962 | 16,0               | Земля         |
| 22.12.2018 1:04  | 0,018901 | 7,36               | Земля         |
| 17.12.2021 17:26 | 0,036281 | 14,1               | Земля         |
| 24.12.2067 2:50  | 0,048471 | 18,9               | Земля         |
| 20.12.2070 23:48 | 0,018164 | 7,08               | Земля         |
| 23.12.2119 2:37  | 0,018271 | 7,12               | Земля         |
| 19.12.2122 6:31  | 0,030828 | 12,0               | Земля         |
| 21.12.2174 22:07 | 0,016080 | 6,26               | Земля         |